# Алькояно
Спортивний клуб Алькояно (ісп. Club Deportivo Alcoyano) — іспанський футбольний клуб з міста Алькой. Заснований 1928 року. Домашні матчі проводить на стадіоні «Ель Коллао» місткістю 4850 глядачів. У Прімері «Алькояно» провів загалом 4 сезони, останній з яких - 1950-1951. Найкращий результат у чемпіонатах Іспанії - 10-те місце в сезоні 1947-1948. Станом на сезон 2021-2022 виступав у 2-й групі Прімера Дивізіону КІФФ.

## Історія
До появи «Алькояно» у місті Алькой вже існувала спортивна команда, а саме боксерський клуб «Депортіво Алькояно». 1927 року його футбольний підрозділ виграв велику кількість ігор проти великих клубів, що призвело до створення футбольного клубу. «Алькояно» засновано 1928 року шляхом злиття двох міських аматорських клубів, «Леванте» та «Расінг». Однак, лише через чотири роки він вступив до Королівської іспанської футбольної федерації.
1942 року клуб вперше в історії потрапив до Сегунда Дивізіону, 1945-го вперше досяг Ла-Ліги. Дебютною для нього в Ла-Лізі стала домашня поразка 2:3 від «Реала Мурсія». Зрештою клуб у тому сезоні вилетів, посівши 2-ге місце з кінця.
У сезоні 1947-1948 Алькояно знову виступав у першому дивізіоні й навіть перевершив «Реал Мадрид», який був тоді не в найкращому стані. Цей сезон був найкращим в історії Алькояно – клуб посів 10-те місце в Ла Лізі.
У сезоні 1953-1954 Алькояно вперше у своїй історії вилетів до Терсерау. У сезоні 1954-1955 клуб посів 1-ше місце в групі, але не зміг повернутися до Сегунди Б.
До третьої категорії Алькояно повернувся в сезоні 2004-2005, тоді постійно виходив у плей-офф з просування, де постійно зазнавав невдачі. У сезоні 2005-2006 команда також добре виступила в Кубку Іспанії, обігравши «Мальорку» з рахунком 4:1 і програвши лише в один гол у четвертому раунді проти «Атлетіко Мадрид» (0:1).
У червні 2011 року, через 42 роки, Алькояно нарешті повернувся до Сегунда Дивізіону, посівши третє місце в Сегунда Дивізіоні Б і вибивши в стикових матчах «Реал Мадрид Кастілью», «Ейбар» та «Луго». Проте клуб провів там лише один сезон.
За підсумками сезону 2018-2019 клуб вилетів до Терсери.
20 січня 2021 року Алькояно сенсаційно вдома переміг чинного чемпіона Ла-Ліги «Реал Мадрид» в 1/16 Кубка Іспанії 2020—2021 з рахунком 2:1.

## Сезони за дивізіонами
| Сезон     | Рівень | Дивізіон         | Місце | Кубок Іспанії |
| --------- | ------ | ---------------- | ----- | ------------- |
| 1941—1942 | 3      | Прім. Рег.       | 1-ше  |               |
| 1942—1943 | 2      | Сегунда Дивізіон | 8-ме  |               |
| 1943—1944 | 2      | Сегунда Дивізіон | 4-те  |               |
| 1944—1945 | 2      | Сегунда Дивізіон | 1-ше  |               |
| 1945—1946 | 1      | Ла-Ліга          | 13-те |               |
| 1946—1947 | 2      | Сегунда Дивізіон | 1-ше  |               |
| 1947—1948 | 1      | Ла-Ліга          | 10-те |               |
| 1948—1949 | 1      | Ла-Ліга          | 13-те |               |
| 1949—1950 | 2      | Сегунда Дивізіон | 1-ше  |               |
| 1950—1951 | 1      | Ла-Ліга          | 15-те |               |
| 1951—1952 | 2      | Сегунда Дивізіон | 3-тє  |               |
| 1952—1953 | 2      | Сегунда Дивізіон | 7-ме  |               |
| 1953—1954 | 2      | Сегунда Дивізіон | 14-те |               |
| 1954—1955 | 3      | Терсера          | 1-ше  |               |
| 1955—1956 | 3      | Терсера          | 4-те  |               |
| 1956—1957 | 3      | Терсера          | 1-ше  |               |
| 1957—1958 | 2      | Сегунда Дивізіон | 18-те |               |
| 1958—1959 | 3      | Терсера          | 5-те  |               |
| 1959—1960 | 3      | Терсера          | 6-те  |               |
| 1960—1961 | 3      | Терсера          | 3-тє  |               |

| Сезон     | Рівень | Дивізіон         | Місце | Кубок Іспанії |
| --------- | ------ | ---------------- | ----- | ------------- |
| 1961—1962 | 3      | Терсера          | 2-ге  |               |
| 1962—1963 | 3      | Терсера          | 2-ге  |               |
| 1963—1964 | 3      | Терсера          | 9-те  |               |
| 1964—1965 | 3      | Терсера          | 3-тє  |               |
| 1965—1966 | 3      | Терсера          | 6-те  |               |
| 1966—1967 | 3      | Терсера          | 1-ше  |               |
| 1967—1968 | 2      | Сегунда Дивізіон | 3-тє  |               |
| 1968—1969 | 2      | Сегунда Дивізіон | 13-те |               |
| 1969—1970 | 3      | Терсера          | 3-тє  |               |
| 1970—1971 | 3      | Терсера          | 6-те  |               |
| 1971—1972 | 3      | Терсера          | 4-те  |               |
| 1972—1973 | 3      | Терсера          | 7-ме  |               |
| 1973—1974 | 3      | Терсера          | 16-те |               |
| 1974—1975 | 4      | Рег. Преф.       | 2-ге  |               |
| 1975—1976 | 4      | Рег. Преф.       | 2-ге  |               |
| 1976—1977 | 4      | Рег. Преф.       | 2-ге  |               |
| 1977—1978 | 4      | Терсера          | 4-те  |               |
| 1978—1979 | 4      | Терсера          | 4-те  |               |
| 1979—1980 | 4      | Терсера          | 10-те |               |
| 1980—1981 | 4      | Терсера          | 5-те  |               |

| Сезон     | Рівень | Дивізіон  | Місце | Кубок Іспанії |
| --------- | ------ | --------- | ----- | ------------- |
| 1981—1982 | 4      | Терсера   | 1-ше  |               |
| 1982—1983 | 3      | Сегунда Б | 7-ме  |               |
| 1983—1984 | 3      | Сегунда Б | 8-ме  |               |
| 1984—1985 | 3      | Сегунда Б | 8-ме  |               |
| 1985—1986 | 3      | Сегунда Б | 5-те  |               |
| 1986—1987 | 3      | Сегунда Б | 12-те |               |
| 1987—1988 | 3      | Сегунда Б | 10-те |               |
| 1988—1989 | 3      | Сегунда Б | 9-те  |               |
| 1989—1990 | 3      | Сегунда Б | 4-те  |               |
| 1990—1991 | 3      | Сегунда Б | 4-те  |               |
| 1991—1992 | 3      | Сегунда Б | 9-те  |               |
| 1992—1993 | 3      | Сегунда Б | 14-те |               |
| 1993—1994 | 3      | Сегунда Б | 9-те  |               |
| 1994—1995 | 3      | Сегунда Б | 8-ме  |               |
| 1995—1996 | 3      | Сегунда Б | 17-те |               |
| 1996—1997 | 4      | Терсера   | 1-ше  |               |
| 1997—1998 | 4      | Терсера   | 7-ме  |               |
| 1998—1999 | 4      | Терсера   | 3-тє  |               |
| 1999—2000 | 4      | Терсера   | 12-те |               |
| 2000—2001 | 4      | Терсера   | 17-те |               |

| Сезон     | Рівень | Дивізіон         | Місце       | Кубок Іспанії   |
| --------- | ------ | ---------------- | ----------- | --------------- |
| 2001—2002 | 4      | Терсера          | 10-те       |                 |
| 2002—2003 | 4      | Терсера          | 5-те        |                 |
| 2003—2004 | 4      | Терсера          | 2-ге        |                 |
| 2004—2005 | 3      | Сегунда Б        | 7-ме        |                 |
| 2005—2006 | 3      | Сегунда Б        | 5-те        | четвертий раунд |
| 2006—2007 | 3      | Сегунда Б        | 3-тє        | Третій раунд    |
| 2007—2008 | 3      | Сегунда Б        | 9-те        | 1/16 фіналу     |
| 2008—2009 | 3      | Сегунда Б        | 1-ше        |                 |
| 2009—2010 | 3      | Сегунда Б        | 4-те        | 1/16 фіналу     |
| 2010—2011 | 3      | Сегунда Б        | 3-тє        | 2-й раунд       |
| 2011—2012 | 2      | Сегунда Дивізіон | 21st        | Третій раунд    |
| 2012—2013 | 3      | Сегунда Б        | 4-те        | 1/16 фіналу     |
| 2013—2014 | 3      | Сегунда Б        | 6-те        | 1-й раунд       |
| 2014—2015 | 3      | Сегунда Б        | 6-те        | 1/16 фіналу     |
| 2015—2016 | 3      | Сегунда Б        | 6-те        | 1-й раунд       |
| 2016—2017 | 3      | Сегунда Б        | 2-ге        | 2-й раунд       |
| 2017—2018 | 3      | Сегунда Б        | 13-те       | 2-й раунд       |
| 2018—2019 | 3      | Сегунда Б        | 16-те       |                 |
| 2019—2020 | 4      | Терсера          | 1-ше        |                 |
| 2020—2021 | 3      | Сегунда Б        | 2-ге / 5-те | 1/8 фіналу      |

| Сезон     | Рівень | Дивізіон     | Місце | Кубок Іспанії |
| --------- | ------ | ------------ | ----- | ------------- |
| 2021—2022 | 3      | Прімера КІФФ |       |               |